# Alexander Wedderburn
Alexander Wedderburn, primer conde de Rosslyn (3 de febrero de 1733-2 de enero de 1805) fue un abogado y político escocés que se sentó en la Cámara de los Comunes entre 1761 y 1780 cuando fue elevado a la nobleza como barón Loughborough. Se desempeñó como Lord Alto Canciller de Gran Bretaña desde 1793 hasta 1801.

## Vida

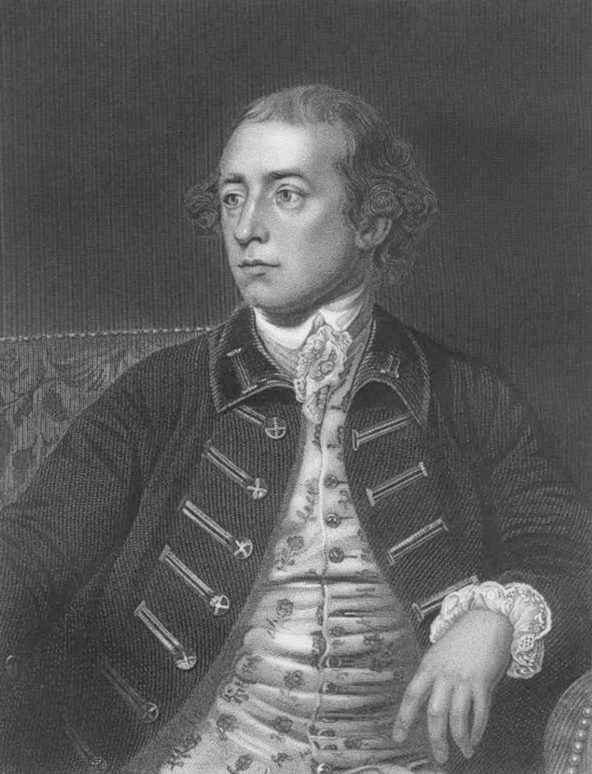
Grabado de Warren Hastings a partir de un cuadro de Joshua Reynolds

Wedderburn era el hijo mayor de Peter Wedderburn, Lord Chesterhall (un señor de sesión ) y nació en East Lothian. 
Recibió su educación básica en Dalkeith y en la Royal High School (Edimburgo) y se matriculó en la Universidad de Edimburgo a los 14 años. Aunque quería ejercer en el English Bar, en deferencia a los deseos de su padre, se graduó como abogado en Edimburgo en 1754. Su padre fue llamado a la banca en 1755 y durante los siguientes tres años mantuvo su práctica en Edimburgo, cuando empleó sus poderes de oratoria en la Asamblea General de la Iglesia de Escocia y pasó sus tardes en actividades sociales y clubes argumentativos. 
En 1755 se inició el precursor de la posterior Edinburgh Review y Wedderburn editó dos de sus números. El decano de la facultad en ese momento, Alexander Lockhart (más tarde Lord Covington), un abogado conocido por su comportamiento severo, en el otoño de 1757 atacó a Wedderburn con una insolencia más que ordinaria. Wedderburn replicó con extraordinarios poderes de invectiva y al ser reprendido por el banco, se negó a retractarse o disculparse.